# Radouane Abbes
Pour les articles homonymes, voir Abbes.
Radouane Abbes est un footballeur algérien, né le 4 mars 1965 à El Asnam. Il évolue au poste de défenseur gauche du milieu des années 1980 au début des années 1990.
Formé au Montpellier PSC, il est ensuite prêté au FC Sète puis au Mans UC puis met fin à sa carrière professionnelle.

## Biographie
Radouane Abbes fait ses débuts en équipe réserve du Montpellier PSC à l'âge de dix-sept ans. Il intègre l'équipe première lors de la saison 1984-1985 où il dispute trois rencontres de championnat. Doublure de Bruno Blachon puis de Franck Lucchesi au poste d'arrière gauche, son temps de jeu augmente progressivement. Il joue vingt rencontres lors du championnat 1986-1987 qui voit le club  remporter le titre de champion de France.
En 1988, Radouane Abbes est prêté au FC Sète qui évolue en division 2. Il joue dix-neuf rencontres de championnat avec le club sétois. De retour au MPSC, il dispute six rencontres dont deux de Coupe de France. En fin de saison, le club montpelliérain gagne la Coupe de France face au Matra Racing sur le score de deux à un après prolongations, Radouane Abbes ne dispute cependant pas la rencontre. En 1991, il est de nouveau prêté au Le Mans UC où il dispute treize matchs. Il met fin à sa carrière professionnelle à la fin de cette saison.

## Palmarès
Radouane Abbes dispute quatorze rencontres de division 1 et soixante-cinq rencontres de division 2. Avec le Montpellier PSC. Il est champion de France de division 2 en 1987.
- Championnat de France D2 en 1987

- Vainqueur de la Coupe de France en 1990.

## Statistiques
Le tableau ci-dessous résume les statistiques en match officiel de Radouane Abbes durant sa carrière de joueur professionnel,.
| Saison                | Club                  | Championnat           | Championnat | Championnat | Coupe(s) nationale(s) | Coupe(s) nationale(s) | Total | Total |
| Saison                | Club                  | Division              | M.          | B.          | M.                    | B.                    | M.    | B.    |
| 1984-1985             | Montpellier PSC       | Division 2            | 3           | 0           | -                     | -                     | 3     | 0     |
| 1984-1985             | Montpellier PSC       | Division 2            | 11          | 1           | 3                     | 0                     | 14    | 1     |
| 1986-1987             | Montpellier PSC       | Division 2            | 20          | 0           | 1                     | 0                     | 21    | 0     |
| 1987-1988             | Montpellier PSC       | Division 1            | 10          | 0           | 1                     | 0                     | 11    | 0     |
| 1988-1989             | FC Sète (prêt)        | Division 2            | 19          | 0           | 1                     | 0                     | 20    | 0     |
| 1989-1990             | Montpellier HSC       | Division 1            | 4           | 0           | 2                     | 0                     | 6     | 0     |
| 1990-1991             | Le Mans UC (prêt)     | Division 2            | 12          | 0           | 1                     | 0                     | 13    | 0     |
| Total sur la carrière | Total sur la carrière | Total sur la carrière | 79          | 1           | 9                     | 0                     | 88    | 1     |